# Nekrolog Dezember 2024
Nekrolog
◄◄
| ◄
| 2020
| 2021
| 2022
| 2023
| 2024 | 2025
Januar |
Februar |
März |
April |
Mai |
Juni |
Juli |
August |
September |
Oktober |
November |
Dezember 2024
Weitere Ereignisse | Allgemeiner Nekrolog 2024
Die Beschreibung der verstorbenen Person sollte so kurz wie möglich gehalten sein und nur deren signifikante Tätigkeit(en) enthalten.
Neue Namen ggf. auch unter dem Geburts- und Sterbedatum, also etwa unter 1. Januar und im Geburts- und Sterbejahr (2024) eintragen (nur bei entsprechender großer Wichtigkeit). Für Beispiele siehe die schon vorhandenen Artikel.
Außerdem über die fünf zuletzt Verstorbenen, zu denen es einen ausreichend guten Artikel für eine Präsentation auf der Hauptseite gibt, nach der todesbedingten Überarbeitung der Artikel ggf. auch unter Wikipedia Diskussion:Hauptseite informieren und sie am besten auch in den anderen Wikipedia-Sprachversionen eintragen. Tipp: Regelmäßig bei news.google.de nach „ist tot“, „gestorben“ oder „verstorben“ suchen.
Wenn eine Person gestorben ist, gibt es viele Seiten zu dieser Person in der Wikipedia, die davon auch betroffen sind und entsprechend aktualisiert werden müssen. Beispiele: Namenübersichtsseite, Geburtsjahr, Geburtsort-Seiten und viele mehr.
Wie finde ich die betroffenen Seiten?
Im Suchfeld auf der linken Seite gibt man den Suchbegriff so ein: „Vorname Nachname“. Dann klickt man auf Volltext und alle Seiten mit entsprechendem Suchtext werden aufgerufen. Hier sieht man dann schnell, wo auch das Todesjahr Sinn macht oder sogar ein Teil des Artikels angepasst werden muss. Auch hilft das „Werkzeug“ auf der linken Seite sehr gut, um solche Seiten aufzufinden: „Links auf diese Seite“. Somit ist die Wikipedia wieder aktuell in allen Bereichen! Hinweis: bei Eintragung der Kategorie „Gestorben JAHR“ wird der Missbrauchsfilter 49 ausgelöst, was jedoch nicht schlimm ist. Siehe: Spezial:Missbrauchsfilter/49
Dies ist eine Liste von im Dezember 2024 verstorbenen bekannten Persönlichkeiten. Die Einträge erfolgen innerhalb der einzelnen Daten alphabetisch sortiert. Tiere sind im Nekrolog für Tiere zu finden.

## Dezember
Bearbeitungshinweis: Neue Todesfälle bitte absteigend nach Tagen geordnet eintragen. Die Todesfälle desselben Tages bitte in alphabetischer Reihenfolge einfügen.
| Tag          | Name                                   | Beruf, bekannt als                                                                      | Alter | Beleg |
| ------------ | -------------------------------------- | --------------------------------------------------------------------------------------- | ----- | ----- |
| 31. Dezember | Hartwig Albiro                         | deutscher Schauspieler und Regisseur                                                    | 93    |       |
| 31. Dezember | Angelo Amato                           | italienischer Kardinal                                                                  | 86    |       |
| 31. Dezember | Paolo Benvegnù                         | italienischer Sänger, Komponist und Gitarrist                                           | 59    |       |
| 31. Dezember | Rainer Goernemann                      | deutscher Schauspieler                                                                  | 74    |       |
| 31. Dezember | Tom Johnson                            | US-amerikanischer Komponist und Musikkritiker                                           | 85    |       |
| 31. Dezember | Bernhard König                         | deutscher Romanist                                                                      | 92    |       |
| 31. Dezember | Dandy Krazy                            | sambischer Sänger und Komponist                                                         | 47    |       |
| 31. Dezember | Andreas Laun                           | österreichischer Weihbischof                                                            | 82    |       |
| 31. Dezember | Buddy MacKay                           | US-amerikanischer Politiker                                                             | 91    |       |
| 31. Dezember | Don Nix                                | US-amerikanischer Musiker, Songwriter und Produzent                                     | 83    |       |
| 31. Dezember | Roger Pratt                            | britischer Kameramann                                                                   | 77    |       |
| 31. Dezember | Arnold Rüütel                          | sowjetischer bzw. estnischer Politiker                                                  | 96    |       |
| 31. Dezember | Johnnie Walker                         | britischer Hörfunkmoderator und DJ                                                      | 79    |       |
| 31. Dezember | Jocelyn Wildenstein                    | Schweizer Exzentrikerin                                                                 | 84    |       |
| 30. Dezember | Dschamschid ibn Abdullah               | sansibarischer Sultan                                                                   | 95    |       |
| 30. Dezember | Teddy de Beer                          | deutscher Fußballspieler und -trainer                                                   | 60    |       |
| 30. Dezember | Sibusiso Bengu                         | südafrikanischer Politiker und Diplomat                                                 | 90    |       |
| 30. Dezember | Bob Bertles                            | australischer Jazzmusiker                                                               | 85    |       |
| 30. Dezember | John Capodice                          | US-amerikanischer Schauspieler                                                          | 83    |       |
| 30. Dezember | William N. Eschmeyer                   | US-amerikanischer Ichthyologe und Taxonom                                               | 85    |       |
| 30. Dezember | Loretta Di Franco                      | US-amerikanische Opernsängerin                                                          | 82    |       |
| 30. Dezember | Ruggero Franceschini                   | italienischer Erzbischof                                                                | 85    |       |
| 30. Dezember | Guy-Pierre Gautier                     | französischer Résistance-Kämpfer und Dachau-Überlebender                                | 100   |       |
| 30. Dezember | Joe Grech                              | maltesischer Sänger und Komponist                                                       | 90    |       |
| 30. Dezember | Kathrin Hanke                          | deutsche Schriftstellerin                                                               | 55    |       |
| 30. Dezember | Paddy Hill                             | nordirischer Aktivist                                                                   | 80    |       |
| 30. Dezember | Émile Idée                             | französischer Radrennfahrer                                                             | 104   |       |
| 30. Dezember | Gennadi Kowaljow                       | sowjetischer bzw. russischer Biathlet                                                   | 79    |       |
| 30. Dezember | Pascal Lainé                           | französischer Schriftsteller                                                            | 82    |       |
| 30. Dezember | Jorge Lanata                           | argentinischer Journalist und Autor                                                     | 64    |       |
| 30. Dezember | Bernd Lange                            | deutscher Politiker                                                                     | 64    |       |
| 30. Dezember | Peter Leitch                           | kanadischer Gitarrist                                                                   | 80    |       |
| 30. Dezember | Braulio Rafael León Villegas           | mexikanischer Bischof                                                                   | 81    |       |
| 30. Dezember | Eva Lyberten                           | spanische Schauspielerin                                                                | 66    |       |
| 30. Dezember | Werner Martignoni                      | Schweizer Politiker                                                                     | 97    |       |
| 30. Dezember | Meertinus Meijering                    | deutsch-niederländischer Biologe und Pädagoge                                           | 91    |       |
| 30. Dezember | Karl Martin Menten                     | deutscher Astronom                                                                      | 67    |       |
| 30. Dezember | Michael Newberry                       | englischer Fußballspieler                                                               | 27    |       |
| 30. Dezember | Gianni Savio                           | italienischer Teammanager                                                               | 76    |       |
| 30. Dezember | Diana Scarisbrick                      | britische Kunsthistorikerin                                                             | 96    |       |
| 30. Dezember | Hugo Sotil                             | peruanischer Fußballspieler                                                             | 75    |       |
| 30. Dezember | Fraser Stoddart                        | britisch-US-amerikanischer Chemiker                                                     | 82    |       |
| 29. Dezember | Gladys Afamado                         | uruguayische Künstlerin und Schriftstellerin                                            | 99    |       |
| 29. Dezember | Marie-Claude Beaud                     | französische Kuratorin und Museumsleiterin                                              | 78    |       |
| 29. Dezember | Arno Bohm                              | deutscher Physiker                                                                      | 88    |       |
| 29. Dezember | Alexei Bugajew                         | russischer Fußballspieler                                                               | 43    |       |
| 29. Dezember | Eric Carlson alias „Sickie Wifebeater“ | US-amerikanischer Musiker                                                               | 66    |       |
| 29. Dezember | Jimmy Carter                           | US-amerikanischer Politiker                                                             | 100   |       |
| 29. Dezember | Adolf G. Coenenberg                    | deutscher Ökonom und Steuerberater                                                      | 86    |       |
| 29. Dezember | Gudrun Diestel                         | deutsche Theologin                                                                      | 95    |       |
| 29. Dezember | Dieter Fensel                          | deutscher Informatiker                                                                  | 64    |       |
| 29. Dezember | George Folsey junior                   | US-amerikanischer Filmeditor und -produzent                                             | 85    |       |
| 29. Dezember | Thomas Isermann                        | deutscher Schriftsteller und Literaturwissenschaftler                                   | 67    |       |
| 29. Dezember | Tomiko Itooka                          | japanische Altersrekordlerin                                                            | 116   |       |
| 29. Dezember | Linda Lavin                            | US-amerikanische Sängerin und Schauspielerin                                            | 87    |       |
| 29. Dezember | Dada Masilo                            | südafrikanische Tänzerin und Choreografin                                               | 39    |       |
| 29. Dezember | Hans-Dieter Musch                      | deutscher Journalist und Autor                                                          | 90    |       |
| 29. Dezember | Ronnith Neumann                        | deutsch-israelische Schriftstellerin und Fotografin                                     | 76    |       |
| 29. Dezember | Marie-Elisabeth Rehn                   | deutsche Volkskundlerin und Journalistin                                                | 73    |       |
| 29. Dezember | Oscar Schneider                        | deutscher Politiker                                                                     | 97    |       |
| 29. Dezember | Chris Stoffels                         | deutscher Schriftsteller und Lyriker                                                    | 73    |       |
| 29. Dezember | Herbert R. Temple Jr.                  | US-amerikanischer Offizier                                                              | 96    |       |
| 29. Dezember | Gertrud Winzer                         | deutsche Politikerin                                                                    | 84    |       |
| 28. Dezember | Hansjürgen Bulkowski                   | deutscher Schriftsteller                                                                | 86    | [ 1 ] |
| 28. Dezember | Charles Dolan                          | US-amerikanischer Unternehmer                                                           | 98    |       |
| 28. Dezember | Joachim Herrmann                       | deutscher Astronom und Sachbuchautor                                                    | 93    |       |
| 28. Dezember | Martin Karplus                         | österreichisch-US-amerikanischer Chemiker                                               | 94    |       |
| 28. Dezember | Mary Anne Krupsak                      | US-amerikanische Rechtsanwältin und Politikerin                                         | 92    |       |
| 28. Dezember | Émile Lejeune                          | belgischer Fußballspieler                                                               | 86    |       |
| 28. Dezember | Urs Liska                              | deutscher Pianist und Musiktheoretiker                                                  | 51    |       |
| 28. Dezember | Dietrich Möller                        | deutscher Politiker                                                                     | 87    |       |
| 28. Dezember | Lars Martin Myhre                      | norwegischer Musiker                                                                    | 68    |       |
| 28. Dezember | Wandeh Njie                            | gambischer Fußballspieler                                                               | ?     |       |
| 28. Dezember | Barre Phillips                         | US-amerikanischer Kontrabassist                                                         | 90    |       |
| 28. Dezember | Dieter Scharf                          | deutscher Skispringer                                                                   | 80    |       |
| 28. Dezember | J. Alexander Schmidt                   | deutscher Stadtplaner                                                                   | 75    |       |
| 28. Dezember | Michael Skibowski                      | deutscher Physiker                                                                      | 87    |       |
| 28. Dezember | Jana Synková                           | tschechische Schauspielerin                                                             | 80    |       |
| 28. Dezember | Peter Vail                             | US-amerikanischer Geologe                                                               | 94    |       |
| 28. Dezember | Josh White, Jr.                        | US-amerikanischer Folk-, Spiritual- und Bluesgitarrist sowie -sänger                    | 84    |       |
| 27. Dezember | Paul Bamba                             | puerto-ricanischer Boxer                                                                | 35    |       |
| 27. Dezember | Dayle Haddon                           | kanadische Schauspielerin und Model                                                     | 76    |       |
| 27. Dezember | Olivia Hussey                          | britische Schauspielerin                                                                | 73    |       |
| 27. Dezember | Rolf Leue                              | deutscher Kanute                                                                        | 91    |       |
| 27. Dezember | Lloyd Miller                           | US-amerikanischer Jazzmusiker und Musikethnologe                                        | 86    |       |
| 27. Dezember | Theodore Mittet                        | US-amerikanischer Ruderer                                                               | 83    |       |
| 27. Dezember | Arnold Orowae                          | papua-neuguineischer Bischof                                                            | 69    |       |
| 27. Dezember | Geraldo Quintão                        | brasilianischer Politiker                                                               | 89    |       |
| 27. Dezember | Karin Rauh-Bachmair                    | deutsche Unternehmerin und Eventmanagerin                                               | 84    |       |
| 27. Dezember | Charles Shyer                          | US-amerikanischer Drehbuchautor, Filmregisseur und -produzent                           | 83    |       |
| 27. Dezember | Franz Terdenge                         | deutscher Jurist                                                                        | 76    |       |
| 27. Dezember | Sina Walden                            | deutsche Fernseh- und Buchautorin, Übersetzerin und Tierrechtsaktivistin                |       |       |
| 26. Dezember | Alphonse Max                           | bulgarischer Schriftsteller                                                             | 95    |       |
| 26. Dezember | Renato Carettoni                       | Schweizer Basketballtrainer                                                             | 72    |       |
| 26. Dezember | John B. Cobb                           | US-amerikanischer Theologe                                                              | 99    |       |
| 26. Dezember | Gary Conklin                           | US-amerikanischer Dokumentarfilmer                                                      | 92    |       |
| 26. Dezember | Chisako Kakehi                         | japanische Serienmörderin                                                               | 78    |       |
| 26. Dezember | OG Maco                                | US-amerikanischer Rapper                                                                | 32    |       |
| 26. Dezember | Rudolf Meinl                           | deutscher Politiker                                                                     | 90    |       |
| 26. Dezember | Richard Dean Parsons                   | US-amerikanischer Unternehmer                                                           | 76    |       |
| 26. Dezember | Karlheinz Pech                         | deutscher Historiker                                                                    | 91    |       |
| 26. Dezember | Gérald Schaller                        | Schweizer Politiker                                                                     | 70    |       |
| 26. Dezember | Manmohan Singh                         | indischer Politiker                                                                     | 92    |       |
| 26. Dezember | Slavka Taskova Paoletti                | bulgarisch-italienische Pianistin und Opernsängerin                                     | 87    |       |
| 26. Dezember | Ernst Terhardt                         | deutscher Ingenieur                                                                     | 90    |       |
| 26. Dezember | Ilse Wolfrom                           | deutsche Chirurgin                                                                      | 101   |       |
| 26. Dezember | Christoph Zülch                        | deutscher Jurist                                                                        | 89    | [ 2 ] |
| 25. Dezember | Britt Allcroft                         | britische Film- und Theaterproduzentin, Regisseurin, Drehbuchautorin und Schauspielerin | 81    |       |
| 25. Dezember | Kim Ry Andersen                        | dänischer Musikmanager und Politiker                                                    | 78    |       |
| 25. Dezember | Paul Abine Ayah                        | kamerunischer Jurist                                                                    | 74    |       |
| 25. Dezember | José Fusillo                           | paraguayischer Lungenfacharzt                                                           | 46    |       |
| 25. Dezember | Eric Hänni                             | Schweizer Judoka                                                                        | 86    |       |
| 25. Dezember | Otto Herz                              | deutscher Reformpädagoge, Psychologe und Autor                                          | 80    |       |
| 25. Dezember | Jouko Öystilä                          | finnischer Eishockeyspieler                                                             | 72    |       |
| 25. Dezember | Carlos Pedroso                         | kubanischer Fechter                                                                     | 57    |       |
| 25. Dezember | Guntram A. Plangg                      | österreichischer Romanist und Sprachwissenschaftler                                     | 91    |       |
| 25. Dezember | Albert Schuler                         | deutscher Politiker                                                                     | 96    |       |
| 25. Dezember | Bapsi Sidhwa                           | pakistanische Schriftstellerin                                                          | 86    |       |
| 25. Dezember | Osamu Suzuki                           | japanischer Unternehmer                                                                 | 94    |       |
| 25. Dezember | Chaim Taub                             | israelischer Geiger und Musikpädagoge                                                   | 99    |       |
| 25. Dezember | M. T. Vasudevan Nair                   | indischer Schriftsteller                                                                | 91    |       |
| 24. Dezember | Nils Aaness                            | norwegischer Eisschnellläufer                                                           | 88    |       |
| 24. Dezember | Claudia Baccarini                      | italienische Altersrekordlerin                                                          | 114   |       |
| 24. Dezember | Dieter Basche                          | deutscher Automobilrennfahrer                                                           | 88    |       |
| 24. Dezember | Richard M. Cohen                       | US-amerikanischer Journalist                                                            | 76    |       |
| 24. Dezember | Erika Danzinger                        | österreichische Politikerin                                                             | 95    |       |
| 24. Dezember | Saleh Deby Itno                        | tschadischer Militär                                                                    |       |       |
| 24. Dezember | Pascal Hervé                           | französischer Radrennfahrer                                                             | 60    |       |
| 24. Dezember | Tom Hyland                             | irischer Menschenrechtsaktivist                                                         | 72    |       |
| 24. Dezember | Juozas Vytautas Juocevičius            | sowjetischer Boxer                                                                      | 77    |       |
| 24. Dezember | Renate Merck                           | deutsche Filmeditorin                                                                   | 73    |       |
| 24. Dezember | Bernd Mühleisen                        | deutscher Handballspieler                                                               | 86    |       |
| 24. Dezember | Richard Perry                          | US-amerikanischer Musikproduzent                                                        | 82    |       |
| 24. Dezember | Anthony Pinciotti                      | US-amerikanischer Jazzmusiker                                                           | 49    |       |
| 23. Dezember | Shyam Benegal                          | indischer Filmregisseur                                                                 | 90    |       |
| 23. Dezember | Desi Bouterse                          | surinamischer Militär, Politiker und Krimineller                                        | 79    |       |
| 23. Dezember | Colin Campbell                         | britischer Leichtathlet und Bobfahrer                                                   | 78    |       |
| 23. Dezember | Edward Champlin                        | US-amerikanischer Althistoriker                                                         | 76    |       |
| 23. Dezember | Genovaitė Dambrauskienė                | litauische Arbeitsrechtlerin                                                            | 84    |       |
| 23. Dezember | George DeTitta Sr.                     | US-amerikanischer Szenenbildner                                                         | 94    |       |
| 23. Dezember | Brian Freemantle                       | britischer Schriftsteller und Journalist                                                | 88    |       |
| 23. Dezember | Mihály Gellér                          | ungarischer Skispringer und Nordischer Kombinierer                                      | 77    |       |
| 23. Dezember | Gerardo Guevara                        | ecuadorianischer Komponist                                                              | 94    |       |
| 23. Dezember | Sophie Hediger                         | Schweizer Snowboarderin                                                                 | 26    |       |
| 23. Dezember | César Leal Jiménez                     | kubanischer bildender Künstler und Kunstlehrer                                          | 76    |       |
| 23. Dezember | Maria Jonas                            | deutsche Mezzosopranistin                                                               | 67    |       |
| 23. Dezember | Angus MacInnes                         | kanadischer Schauspieler                                                                | 77    |       |
| 23. Dezember | Dalmacio Negro Pavón                   | spanischer Politikwissenschaftler                                                       | 93    |       |
| 23. Dezember | Regina Sarfaty                         | US-amerikanische Opernsängerin                                                          | 90    |       |
| 23. Dezember | Helmut Schlesinger                     | deutscher Volkswirt                                                                     | 100   |       |
| 23. Dezember | Kieran Turner                          | US-amerikanischer Dokumentarfilmer                                                      | 56    |       |
| 22. Dezember | Geoffrey Deuel                         | US-amerikanischer Schauspieler                                                          | 81    |       |
| 22. Dezember | Qamruddin Ahmad Gorakhpuri             | indischer islamischer Gelehrter, Hadith-Professor und Scheich                           | 86    |       |
| 22. Dezember | Helmuth Hamminger                      | österreichischer Manager                                                                | 82    |       |
| 22. Dezember | Eduard Kusnezow                        | sowjetischer Dissident bzw. israelischer Menschenrechtsaktivist und Schriftsteller      | 85    |       |
| 22. Dezember | Klaus Leroff                           | deutscher Politiker                                                                     | 71    |       |
| 22. Dezember | Dieter Lindner                         | deutscher Fußballspieler und -funktionär                                                | 85    |       |
| 22. Dezember | Youssef Nada                           | ägyptischer Ingenieur und Unternehmer                                                   | 93    |       |
| 22. Dezember | Stuart A. Rice                         | US-amerikanischer Chemiker und Physiker                                                 | 92    |       |
| 22. Dezember | Augusto Rollandin                      | italienischer Politiker                                                                 | 75    |       |
| 22. Dezember | Herbert Rusche                         | deutscher Politiker und Aktivist                                                        | 72    |       |
| 22. Dezember | Hans Jörg Schimanek                    | österreichischer Journalist und Politiker                                               | 84    |       |
| 22. Dezember | Philibert Secrétan                     | Schweizer Philosoph                                                                     | 98    |       |
| 21. Dezember | Godwin Abbe                            | nigerianischer Politiker                                                                | 75    |       |
| 21. Dezember | Stephen Victor Chmilar                 | kanadischer Bischof                                                                     | 79    |       |
| 21. Dezember | Boy Cornils                            | deutscher Chemiker                                                                      | 86    |       |
| 21. Dezember | Martin Detschew                        | bulgarischer Fußballspieler                                                             | 34    |       |
| 21. Dezember | Art Evans                              | US-amerikanischer Schauspieler                                                          | 83    |       |
| 21. Dezember | Günter Gruner                          | deutscher Architekt                                                                     | 93    |       |
| 21. Dezember | Hannelore Hoger                        | deutsche Schauspielerin                                                                 | 85    |       |
| 21. Dezember | Hudson Meek                            | US-amerikanischer Schauspieler                                                          | 16    |       |
| 21. Dezember | Iris Ripsam                            | deutsche Politikerin                                                                    | 65    |       |
| 21. Dezember | Eric Saarinen                          | US-amerikanischer Kameramann                                                            | 82    |       |
| 21. Dezember | Bernhard Worms                         | deutscher Politiker                                                                     | 94    |       |
| 20. Dezember | Jürgen Arne Bach                       | deutscher Verleger                                                                      | 82    |       |
| 20. Dezember | Ariane Bellamar                        | US-amerikanisches Model und Schauspielerin                                              | 46    |       |
| 20. Dezember | Casey Chaos                            | US-amerikanischer Musiker                                                               | 59    |       |
| 20. Dezember | Om Prakash Chautala                    | indischer Politiker                                                                     | 89    |       |
| 20. Dezember | Sugar Pie DeSanto                      | US-amerikanische Sängerin                                                               | 89    |       |
| 20. Dezember | George Eastham                         | englischer Fußballspieler und -trainer                                                  | 88    |       |
| 20. Dezember | Ingeborg Flagge                        | deutsche Architekturkritikerin                                                          | 82    |       |
| 20. Dezember | Giovanni Graber                        | italienischer Rennrodler                                                                | 85    |       |
| 20. Dezember | Rickey Henderson                       | US-amerikanischer Baseballspieler                                                       | 65    |       |
| 20. Dezember | Thierry Jacob                          | französischer Boxer                                                                     | 59    |       |
| 20. Dezember | Junzō Kawada                           | japanischer Kulturanthropologe                                                          | 90    |       |
| 20. Dezember | Rudolf Karl Krause                     | deutscher Politiker                                                                     | 78    |       |
| 20. Dezember | Klaudia Martini                        | deutsche Juristin, Managerin und Politikerin                                            | 74    |       |
| 20. Dezember | Kurt Laurenz Metzler                   | Schweizer Bildhauer                                                                     | 83    |       |
| 20. Dezember | Raja Mitra                             | indischer Filmregisseur                                                                 | 79    |       |
| 20. Dezember | Patrick Pillay                         | seychellischer Politiker                                                                | 75    |       |
| 20. Dezember | Hans-Emil Schuster                     | deutscher Astronom                                                                      | 90    |       |
| 20. Dezember | Leif Silbersky                         | schwedischer Jurist und Schriftsteller                                                  | 86    |       |
| 20. Dezember | Georg Sorge                            | deutscher Physiker                                                                      | 88    |       |
| 20. Dezember | George Zebrowski                       | US-amerikanischer Autor und Herausgeber                                                 | 78    |       |
| 20. Dezember | Helena Zeťová                          | tschechische Sängerin                                                                   | 44    |       |
| 19. Dezember | Fabrizio Capucci                       | italienischer Schauspieler und Filmproduzent                                            | 85    |       |
| 19. Dezember | Keller Fornes                          | US-amerikanischer Schauspieler                                                          | 32    |       |
| 19. Dezember | Hugo Dávila                            | mexikanischer Fußballspieler                                                            | 76    |       |
| 19. Dezember | Godehard Joppich                       | deutscher Theologe, Kantor und Gregorianiker                                            | 92    |       |
| 19. Dezember | Martha Keys                            | US-amerikanische Politikerin                                                            | 94    |       |
| 19. Dezember | Barry N. Malzberg                      | US-amerikanischer Schriftsteller und Herausgeber                                        | 85    |       |
| 19. Dezember | Federico Mayor Zaragoza                | spanischer Biologe und Politiker                                                        | 90    |       |
| 19. Dezember | Detlef K. Müller                       | deutscher Bildungshistoriker                                                            | 87    |       |
| 19. Dezember | Robert Paul                            | kanadischer Eiskunstläufer                                                              | 87    |       |
| 19. Dezember | Klaus Peters                           | deutscher Verwaltungsjurist                                                             | 88    |       |
| 19. Dezember | Marcello Rosa                          | italienischer Jazzmusiker                                                               | 89    |       |
| 19. Dezember | Josef Schnusenberg                     | deutscher Fußballfunktionär                                                             | 83    |       |
| 19. Dezember | Miet Smet                              | belgische Politikerin                                                                   | 81    |       |
| 19. Dezember | Gerulf Stix                            | österreichischer Wirtschaftsberater und Politiker                                       | 89    |       |
| 19. Dezember | Gwen Van Dam                           | US-amerikanische Schauspielerin                                                         | 96    |       |
| 18. Dezember | Cosmas Michael Angkur                  | indonesischer Bischof                                                                   | 87    |       |
| 18. Dezember | Ruprecht von Butler                    | deutscher Offizier                                                                      | 99    |       |
| 18. Dezember | Patrick Conolly-Carew                  | irischer Vielseitigkeitsreiter und Peer                                                 | 86    |       |
| 18. Dezember | Didi Constantini                       | österreichischer Fußballspieler und -trainer                                            | 69    |       |
| 18. Dezember | Thomas R. DiLuglio                     | US-amerikanischer Politiker                                                             | 93    |       |
| 18. Dezember | Wladimir Dorochow                      | sowjetischer bzw. russischer Volleyballspieler                                          | 70    |       |
| 18. Dezember | Slim Dunlap                            | US-amerikanischer Gitarrist                                                             | 73    |       |
| 18. Dezember | Daniel Haller                          | US-amerikanischer Filmarchitekt und Regisseur                                           | 98    |       |
| 18. Dezember | Sigrid Kehl                            | deutsche Opernsängerin                                                                  | 95    |       |
| 18. Dezember | Frank Kendrick                         | US-amerikanischer Basketballspieler und -trainer                                        | 74    |       |
| 18. Dezember | Rainer Lagoni                          | deutscher Rechtswissenschaftler                                                         | 83    |       |
| 18. Dezember | Steve Lewinson                         | britischer Bassist                                                                      | 60    |       |
| 18. Dezember | John Marsden                           | australischer Schriftsteller                                                            | 74    |       |
| 18. Dezember | Eugeniusz Nowak                        | polnisch-deutscher Ornithologe, Naturschützer                                           | 91    |       |
| 18. Dezember | Serhij Olisarenko                      | sowjetischer Leichtathlet                                                               | 70    |       |
| 18. Dezember | Hermes Phettberg                       | österreichischer Schauspieler, Schriftsteller und Aktionskünstler                       | 72    |       |
| 18. Dezember | Colin Rourke                           | britischer Mathematiker                                                                 | 81    |       |
| 18. Dezember | Heikki Silvennoinen                    | finnischer Schauspieler, Drehbuchautor, Gitarrist, Sänger und Songwriter                | 70    |       |
| 18. Dezember | Friedrich St. Florian                  | österreichisch-US-amerikanischer Architekt                                              | 91    |       |
| 18. Dezember | Christoph Stollenwerk                  | deutscher Jurist und Politiker                                                          | 89    |       |
| 18. Dezember | Peter Torkler                          | deutscher Politiker                                                                     | 82    |       |
| 18. Dezember | Rik Van Looy                           | belgischer Radrennfahrer                                                                | 90    |       |
| 18. Dezember | Klaus Wolfermann                       | deutscher Leichtathlet                                                                  | 78    |       |
| 17. Dezember | Alfa Anderson                          | US-amerikanische Sängerin                                                               | 77    |       |
| 17. Dezember | Francis X. Bellotti                    | US-amerikanischer Politiker und Jurist                                                  | 101   |       |
| 17. Dezember | Mark Braunias                          | neuseeländischer Künstler                                                               | 69    |       |
| 17. Dezember | Michel del Castillo                    | französischer Schriftsteller                                                            | 91    |       |
| 17. Dezember | Nicholas Chia                          | singapurischer Erzbischof                                                               | 86    |       |
| 17. Dezember | Grigori Domogazki                      | russischer Physiker                                                                     | 83    |       |
| 17. Dezember | Aigars Fadejevs                        | lettischer Leichtathlet                                                                 | 48    |       |
| 17. Dezember | Winfried Hecht                         | deutscher Historiker                                                                    | 83    |       |
| 17. Dezember | Ludolf Herbst                          | deutscher Historiker                                                                    | 81    |       |
| 17. Dezember | Igor Kirillow                          | russischer General                                                                      | 54    |       |
| 17. Dezember | William Labov                          | US-amerikanischer Linguist                                                              | 97    |       |
| 17. Dezember | Marcel Marnat                          | französischer Musikwissenschaftler und Journalist                                       | 91    |       |
| 17. Dezember | Marisa Paredes                         | spanische Schauspielerin                                                                | 78    |       |
| 17. Dezember | Beatriz Sarlo                          | argentinische Journalistin und Schriftstellerin                                         | 82    |       |
| 17. Dezember | Felix Scheder-Bieschin                 | deutscher Unternehmer und Regattasegler                                                 | 95    |       |
| 17. Dezember | Antje-Marie Steen                      | deutsche Politikerin                                                                    | 87    |       |
| 17. Dezember | Jānis Timma                            | lettischer Basketballspieler                                                            | 32    |       |
| 17. Dezember | Arnie Uhrlass                          | US-amerikanischer Radrennfahrer und Eisschnellläufer                                    | 93    |       |
| 16. Dezember | Danny Bacher                           | US-amerikanischer Jazzmusiker und Comedian                                              | 48    |       |
| 16. Dezember | Anita Bryant                           | US-amerikanische Sängerin und Aktivistin                                                | 84    |       |
| 16. Dezember | Giuseppe Cuscito                       | italienischer Archäologe und Historiker                                                 | 84    |       |
| 16. Dezember | Thomas Findeiß                         | deutscher Schriftsteller                                                                | 66    |       |
| 16. Dezember | Richard Easterlin                      | US-amerikanischer Wirtschaftswissenschaftler                                            | 98    |       |
| 16. Dezember | Patricia Johnson                       | britische Opernsängerin                                                                 | 95    |       |
| 16. Dezember | Etienne Nguyên Nhu Thê                 | vietnamesischer Erzbischof                                                              | 89    |       |
| 16. Dezember | Sonja Northing                         | deutsche Politikerin                                                                    | 56    |       |
| 16. Dezember | Ulrike Piechota                        | deutsche Schriftstellerin und Kirchenmusikerin                                          | 82    |       |
| 16. Dezember | Yoshio Taniguchi                       | japanischer Architekt                                                                   | 87    |       |
| 16. Dezember | Dick Van Arsdale                       | US-amerikanischer Basketballspieler und -funktionär                                     | 81    |       |
| 16. Dezember | Wittekind zu Waldeck und Pyrmont       | deutscher Unternehmer und Familienoberhaupt                                             | 88    |       |
| 16. Dezember | Ralf-Bernhard Wartke                   | deutscher Archäologe                                                                    | 76    |       |
| 16. Dezember | Alexander Woronel                      | sowjetisch-israelischer Physiker                                                        | 93    |       |
| 15. Dezember | Emmy Eerdmans                          | niederländische Malerin, Zeichnerin, Bildhauerin                                        | 93    |       |
| 15. Dezember | John „Prince“ Gilbert                  | US-amerikanischer Saxophonist                                                           | 66    |       |
| 15. Dezember | Loren Graham                           | US-amerikanischer Wissenschaftshistoriker                                               | 91    |       |
| 15. Dezember | Zakir Hussain                          | indischer Tabla-Spieler                                                                 | 73    |       |
| 15. Dezember | Ingo Knillmann                         | deutscher Basketballspieler                                                             | 61    |       |
| 15. Dezember | Nöggi                                  | Schweizer Sänger und Conférencier                                                       | 78    |       |
| 15. Dezember | Pavel Pospíšil                         | tschechisch-deutscher Koch                                                              | 80    |       |
| 15. Dezember | Luis Suárez Fernández                  | spanischer Historiker                                                                   | 100   |       |
| 15. Dezember | Monique Vézina                         | kanadische Politikerin                                                                  | 89    |       |
| 14. Dezember | Isak Andic                             | türkisch-spanischer Unternehmer                                                         | 71    |       |
| 14. Dezember | Kevin Andrews                          | australischer Politiker                                                                 | 69    |       |
| 14. Dezember | Julio Camacho Aguilera                 | kubanischer Militär und Politiker                                                       | 100   |       |
| 14. Dezember | John R. Countryman                     | US-amerikanischer Schauspieler                                                          | 91    |       |
| 14. Dezember | Mircea Diaconu                         | rumänischer Politiker und Schauspieler                                                  | 74    |       |
| 14. Dezember | Franz Eugen Dostal                     | österreichischer Komponist und Dramaturg                                                | 89    |       |
| 14. Dezember | Rachel Dror                            | deutsche Lehrerin und Zeitzeugin                                                        | 103   |       |
| 14. Dezember | Silvino Francisco                      | südafrikanischer Snookerspieler                                                         | 78    |       |
| 14. Dezember | Christine Maring                       | deutsche Politikerin                                                                    | 91    |       |
| 14. Dezember | Ingeborg Maus                          | deutsche Politikwissenschaftlerin                                                       | 87    |       |
| 14. Dezember | Horst Schild                           | deutscher Politiker                                                                     | 82    |       |
| 14. Dezember | John Spratt                            | US-amerikanischer Politiker                                                             | 82    |       |
| 14. Dezember | Josef Taus                             | österreichischer Politiker und Manager                                                  | 91    |       |
| 14. Dezember | Pierre Veya                            | Schweizer Journalist                                                                    | 63    |       |
| 14. Dezember | Klaus Wöller                           | deutscher Handballspieler                                                               | 68    |       |
| 13. Dezember | Ebo Aebischer                          | Schweizer Biochemiker und Theologe                                                      | 88    |       |
| 13. Dezember | Derek Ansell                           | britischer Autor und Jazzkritiker                                                       | 90    |       |
| 13. Dezember | Diane Delano                           | US-amerikanische Schauspielerin                                                         | 67    |       |
| 13. Dezember | Charles Handy                          | irischer Wirtschafts- und Sozialphilosoph                                               | 92    |       |
| 13. Dezember | Rüdiger Kaldewey                       | deutscher Religionspädagoge                                                             | 85    |       |
| 13. Dezember | Jürgen Krüger                          | deutscher Mediziner                                                                     | 88    |       |
| 13. Dezember | Lea Bertani Vozar Newman               | US-amerikanische Literaturwissenschaftlerin                                             | 98    |       |
| 13. Dezember | Charles Probst                         | Schweizer Neurochirurg                                                                  | 93    |       |
| 13. Dezember | Rainer J. Schröder                     | deutscher Rechtswissenschaftler                                                         | 60    |       |
| 13. Dezember | Karl Stankiewitz                       | deutscher Journalist und Autor                                                          | 96    |       |
| 13. Dezember | Hermann Waibel                         | deutscher Maler und Lichtkünstler                                                       | 99    |       |
| 13. Dezember | Axel Wirtz                             | deutscher Politiker                                                                     | 67    |       |
| 12. Dezember | Jeanne Bamberger                       | US-amerikanische Musikpädagogin                                                         | 100   |       |
| 12. Dezember | Wolfgang Becker                        | deutscher Filmregisseur und Drehbuchautor                                               | 70    |       |
| 12. Dezember | Hans Bürkle                            | deutscher Unternehmensberater und Autor                                                 | 78    |       |
| 12. Dezember | R. Keith Dennis                        | US-amerikanischer Mathematiker                                                          | 80    |       |
| 12. Dezember | Jörg Fisch                             | Schweizer Historiker                                                                    | 77    |       |
| 12. Dezember | Dan Grecu                              | rumänischer Kunstturner                                                                 | 74    |       |
| 12. Dezember | Fethi Haddaoui                         | tunesischer Schauspieler                                                                | 63    |       |
| 12. Dezember | Peter Hupfer                           | deutscher Meteorologe, Ozeanograph und Klimaforscher                                    | 91    |       |
| 12. Dezember | Bill Mlkvy                             | US-amerikanischer Basketballspieler                                                     | 93    |       |
| 12. Dezember | Jean-Marie Pallardy                    | französischer Regisseur und Schauspieler                                                | 84    |       |
| 12. Dezember | Amaury Pasos                           | brasilianischer Basketballspieler                                                       | 89    |       |
| 12. Dezember | Winfried Platzgummer                   | österreichischer Rechtswissenschafter                                                   | 94    |       |
| 12. Dezember | Martial Solal                          | französischer Jazzpianist                                                               | 97    |       |
| 12. Dezember | Veit F. Stauffer                       | Schweizer Plattenverkäufer und Konzertveranstalter                                      | 65    |       |
| 12. Dezember | Wolfgang Steiert                       | deutscher Skispringer und Skisprungtrainer                                              | 61    |       |
| 12. Dezember | Jim Tunney                             | US-amerikanischer American-Football-Schiedsrichter                                      | 95    |       |
| 12. Dezember | David Weatherley                       | britisch-neuseeländischer Schauspieler                                                  | 85    |       |
| 12. Dezember | Bernhard Wirtz                         | deutscher Unternehmer                                                                   | 88    |       |
| 12. Dezember | Andrea Wölk                            | deutsche Autorin                                                                        | 60    |       |
| 11. Dezember | Corinne Allal                          | israelische Rockmusikerin und Musikproduzentin                                          | 69    |       |
| 11. Dezember | Hannes Androsch                        | österreichischer Unternehmer und Politiker                                              | 86    |       |
| 11. Dezember | Sandrino Castec                        | chilenischer Fußballspieler                                                             | 64    |       |
| 11. Dezember | Franz Effenberger                      | deutscher Chemiker                                                                      | 94    |       |
| 11. Dezember | Habbo Knoch                            | deutscher Historiker                                                                    | 55    |       |
| 11. Dezember | Diether Kunerth                        | deutscher bildender Künstler                                                            | 84    |       |
| 11. Dezember | Jim Leach                              | US-amerikanischer Politiker                                                             | 82    |       |
| 11. Dezember | Michio Mamiya                          | japanischer Komponist                                                                   | 95    |       |
| 11. Dezember | Iman al-Shanti                         | palästinensische Journalistin und Moderatorin                                           |       |       |
| 11. Dezember | Albert Starr                           | US-amerikanischer Herzchirurg                                                           | 98    |       |
| 11. Dezember | Olavi Vuorisalo                        | finnischer Leichtathlet                                                                 | 91    |       |
| 10. Dezember | Donald L. Bitzer                       | US-amerikanischer Elektroingenieur                                                      | 90    |       |
| 10. Dezember | Michael Cole                           | US-amerikanischer Schauspieler                                                          | 84    |       |
| 10. Dezember | Wolfram Eilerts                        | deutscher Religionspädagoge                                                             | 68    |       |
| 10. Dezember | Andreas Ellguth                        | deutscher Fußballspieler                                                                | 60    |       |
| 10. Dezember | Hans Frei                              | deutscher Bezirksheimatpfleger, Museumsdirektor und Naturschützer                       | 87    |       |
| 10. Dezember | Wolfram Henckel                        | deutscher Jurist                                                                        | 99    |       |
| 10. Dezember | George Joseph Kresge                   | US-amerikanischer Mentalist                                                             | 89    |       |
| 10. Dezember | S. M. Krishna                          | indischer Politiker                                                                     | 92    |       |
| 10. Dezember | Edith Laudowicz                        | deutsche Pädagogin und Autorin                                                          | 78    |       |
| 10. Dezember | Claus Raidl                            | österreichischer Ökonom und Nationalbankfunktionär                                      | 82    |       |
| 10. Dezember | Herb Robertson                         | US-amerikanischer Jazztrompeter                                                         | 73    |       |
| 10. Dezember | Leopold Schagerl                       | österreichischer Geistlicher                                                            | 83    |       |
| 10. Dezember | María Socas                            | argentinische Schauspielerin                                                            | 65    |       |
| 10. Dezember | Thomas E. White                        | US-amerikanischer Offizier                                                              | 80    |       |
| 10. Dezember | Lode Wils                              | belgischer Historiker                                                                   | 95    |       |
| 9. Dezember  | Terry Davis                            | britischer Politiker und Manager                                                        | 86    |       |
| 9. Dezember  | Friedhelm Farthmann                    | deutscher Politiker                                                                     | 94    |       |
| 9. Dezember  | Lea Foli                               | kanadischer Geiger und Musikpädagoge                                                    | 91    |       |
| 9. Dezember  | Nikki Giovanni                         | US-amerikanische Dichterin, Aktivistin und Kommentatorin                                | 81    |       |
| 9. Dezember  | Fritz Hari                             | Schweizer Politiker                                                                     | 96    |       |
| 9. Dezember  | Gerd Heidemann                         | deutscher Reporter                                                                      | 93    |       |
| 9. Dezember  | Thomas Hertel                          | deutscher Komponist                                                                     | 73    |       |
| 9. Dezember  | Kris Heyde                             | belgischer Physiker                                                                     | 82    |       |
| 9. Dezember  | Uwe Hollweg                            | deutscher Unternehmer und Politiker                                                     | 87    |       |
| 9. Dezember  | Ulrich Horst                           | deutscher Theologe                                                                      | 93    |       |
| 9. Dezember  | Louis Sandy Maisel                     | US-amerikanischer Politikwissenschaftler                                                | 79    |       |
| 9. Dezember  | Marian Młynarski                       | polnischer Paläontologe, Herpetologe und Museologe                                      | 98    |       |
| 9. Dezember  | Ernst Pilick                           | deutscher Schauspieler und Rezitator                                                    | 97    |       |
| 9. Dezember  | Claude Riveline                        | französischer Wirtschaftswissenschaftler                                                | 88    |       |
| 9. Dezember  | Axel Schmidt                           | deutscher Englischhornist und Oboist                                                    | 84    |       |
| 9. Dezember  | Andreas von Steegen                    | deutscher Schauspieler, Autor und Rezitator                                             | 80    |       |
| 9. Dezember  | Robert Sténuit                         | belgischer Journalist, Taucher und Unterwasserarchäologe                                | 91    |       |
| 9. Dezember  | Ruut Veenhoven                         | niederländischer Sozialwissenschaftler                                                  | 82    |       |
| 8. Dezember  | Elizabeth Bainbridge                   | britische Opernsängerin                                                                 | 94    |       |
| 8. Dezember  | Klaus Börner                           | deutscher Historiker und Museumsleiter                                                  | 90    |       |
| 8. Dezember  | Wolfgang Burger                        | deutscher Ingenieur und Krimiautor                                                      | 72    |       |
| 8. Dezember  | Anne Hessing Cahn                      | US-amerikanische Rüstungskontrollexpertin                                               | ≈94   |       |
| 8. Dezember  | Lilly Forgách                          | deutsche Schauspielerin                                                                 | 58    |       |
| 8. Dezember  | Alain Fuchs                            | französischer Chemiker und Wissenschaftsmanager                                         | 71    |       |
| 8. Dezember  | Şerif Gören                            | türkischer Filmregisseur                                                                | 80    |       |
| 8. Dezember  | Jill Jacobson                          | US-amerikamische Schauspielerin                                                         | 70    |       |
| 8. Dezember  | Jean Khamsé Vithavong                  | laotischer Bischof                                                                      | 82    |       |
| 8. Dezember  | Wolf Koenigs                           | deutscher Bauforscher und Denkmalpfleger                                                | 82    |       |
| 8. Dezember  | Irma Krauß                             | deutsche Schriftstellerin                                                               | 75    |       |
| 8. Dezember  | Anthony Lloyd                          | britischer Richter und Peer                                                             | 95    |       |
| 8. Dezember  | Luigi Manocchio                        | italienisch-US-amerikanischer Mobster                                                   | 97    |       |
| 8. Dezember  | Jelena Mašínová                        | tschechische Drehbuchautorin, Publizistin und Schriftstellerin                          | 83    |       |
| 8. Dezember  | Erwin Nypels                           | niederländischer Politiker                                                              | 91    |       |
| 8. Dezember  | Leonid Rudnytzky                       | ukrainisch-US-amerikanischer Literaturwissenschaftler                                   | 89    |       |
| 8. Dezember  | Nikolaos Sarganis                      | griechischer Fußballspieler                                                             | 70    |       |
| 8. Dezember  | Ingo Scheller                          | deutscher Theaterwissenschaftler und Lehrer                                             | 86    |       |
| 8. Dezember  | Jan Segers                             | belgischer Komponist, Dirigent, Musiker und Redakteur                                   | 95    |       |
| 8. Dezember  | Siegfried Zachmann                     | deutscher Diplomat                                                                      | 96    |       |
| 7. Dezember  | Jewgeni Aleinikow                      | russischer Sportschütze                                                                 | 57    |       |
| 7. Dezember  | Jürgen Bosse                           | deutscher Theaterregisseur und Intendant                                                | 85    |       |
| 7. Dezember  | Ursula Edelmann                        | deutsche Fotografin                                                                     | 98    |       |
| 7. Dezember  | Siegfried Hoyer                        | deutscher Historiker                                                                    | 96    |       |
| 7. Dezember  | Clifford Surko                         | US-amerikanischer Plasmaphysiker                                                        | 83    |       |
| 7. Dezember  | Stefan Trenner                         | deutscher Kirchenmusiker und Komponist                                                  | 57    |       |
| 7. Dezember  | Wilfried Werner                        | deutscher Agrarwissenschaftler                                                          | 94    |       |
| 7. Dezember  | Jossyp Witebskyj                       | sowjetischer Degenfechter und -trainer                                                  | 86    |       |
| 7. Dezember  | Freusa Zechmeister                     | brasilianische Architektin, Designerin und Bühnenbildnerin                              | 83    |       |
| 6. Dezember  | Felix Aschwanden                       | Schweizer Lehrer und Sachbuchautor                                                      | 86    |       |
| 6. Dezember  | Leopold Auer                           | österreichischer Historiker und Archivar                                                | 80    |       |
| 6. Dezember  | Andrew Boylan                          | irischer Politiker                                                                      | 85    |       |
| 6. Dezember  | Ria Csyz-Bierbaumer                    | österreichische Radiomoderatorin                                                        | 96    |       |
| 6. Dezember  | Witalij Dyrdyra                        | sowjetischer bzw. ukrainischer Segler                                                   | 86    |       |
| 6. Dezember  | Michel Fardeau                         | französischer Mediziner                                                                 | 95    |       |
| 6. Dezember  | Theo van de Klundert                   | niederländischer Ökonom                                                                 | 88    |       |
| 6. Dezember  | Leszek Kosiński                        | polnisch-kanadischer Geograph                                                           | 95    |       |
| 6. Dezember  | Henner Kotte                           | deutscher Autor                                                                         | 61    |       |
| 6. Dezember  | Jochen Reinermann                      | deutscher Mathematiker                                                                  | 86    |       |
| 6. Dezember  | Jean-Pierre Rioux                      | französischer Historiker                                                                | 85    |       |
| 6. Dezember  | Dickie Rock                            | irischer Sänger                                                                         | 88    |       |
| 6. Dezember  | Franz Schübel                          | deutscher Zahnmediziner                                                                 | 94    |       |
| 6. Dezember  | Christine Trüb                         | Schweizer Schriftstellerin                                                              | 87    |       |
| 6. Dezember  | Stanisław Tym                          | polnischer Satiriker, Schauspieler, Regisseur und Autor                                 | 87    |       |
| 5. Dezember  | Christel Bodenstein                    | deutsche Schauspielerin, Chansonsängerin, Theaterregisseurin und Regieassistentin       | 86    |       |
| 5. Dezember  | Martin Chevallaz                       | Schweizer Militär und Politiker                                                         | 76    |       |
| 5. Dezember  | Thom Christopher                       | US-amerikanischer Schauspieler                                                          | 84    |       |
| 5. Dezember  | Walter Egger                           | österreichischer Rundfunkmoderator, Pädagoge und Mundartautor                           | 76    |       |
| 5. Dezember  | Dieter Genske                          | deutscher Sportjournalist                                                               | 75    |       |
| 5. Dezember  | Jón Nordal                             | isländischer Pianist und Komponist                                                      | 98    |       |
| 5. Dezember  | Jacques Roubaud                        | französischer Schriftsteller, Dichter und Mathematiker                                  | 92    |       |
| 5. Dezember  | Hans Schmidberger                      | deutscher Architekt                                                                     | 99    |       |
| 5. Dezember  | Julie Stevens                          | britische Schauspielerin und Moderatorin                                                | 87    |       |
| 5. Dezember  | Friedhelm Thiedig                      | deutscher Geologe                                                                       | 91    |       |
| 5. Dezember  | José de la Torre                       | spanischer Schauspieler                                                                 | 37    |       |
| 5. Dezember  | Peter Tracy                            | neuseeländischer Leichtathlet                                                           | 69    |       |
| 5. Dezember  | Jewgeni Welichow                       | sowjetischer bzw. russischer Physiker                                                   | 89    |       |
| 4. Dezember  | Birgitta Ingeborg Alice von Schweden   | schwedische Prinzessin                                                                  | 87    |       |
| 4. Dezember  | Andreas Ackermann                      | deutscher Politiker                                                                     | 78    |       |
| 4. Dezember  | Tony Clarke                            | kanadischer Bürgerrechtler und Autor                                                    | 80    |       |
| 4. Dezember  | Fritz Edlinger                         | österreichischer Herausgeber und Parteifunktionär                                       | 76    |       |
| 4. Dezember  | Hisham Kabbani                         | libanesisch-US-amerikanischer Islamgelehrter                                            | ≈79   |       |
| 4. Dezember  | Joachim Lindner                        | deutscher Schriftsteller und Herausgeber                                                | 100   |       |
| 4. Dezember  | Seiichi Ōta                            | japanischer Politiker                                                                   | 79    |       |
| 4. Dezember  | Matthias Ponnier                       | deutscher Schauspieler und Hörspielsprecher                                             | 84    |       |
| 4. Dezember  | Alfred Rinderspacher                   | deutscher Fagottist                                                                     | 88    |       |
| 4. Dezember  | Péter Rózsás                           | ungarischer Tischtennisspieler                                                          | 81    |       |
| 4. Dezember  | Milan Sládek                           | tschechoslowakischer bzw. slowakischer Pantomime, Regisseur und Autor                   | 86    |       |
| 4. Dezember  | Brian Thompson                         | US-amerikanischer Manager                                                               | 50    |       |
| 4. Dezember  | Michael Wiegner                        | deutscher Mathematiker                                                                  | 77    |       |
| 4. Dezember  | Wolfgang Wildgen                       | deutscher Sprachwissenschaftler                                                         | 80    |       |
| 3. Dezember  | Benjamin B. Blackburn                  | US-amerikanischer Politiker                                                             | 97    |       |
| 3. Dezember  | John Stephen Cummins                   | US-amerikanischer Bischof                                                               | 96    |       |
| 3. Dezember  | Frederick Bernard Henry                | kanadischer Bischof                                                                     | 81    |       |
| 3. Dezember  | Phil Della Penna                       | US-amerikanischer Jazzmusiker                                                           | 100   |       |
| 3. Dezember  | Malcolm Le Grice                       | britischer Filmkünstler und ‑theoretiker                                                | 84    |       |
| 3. Dezember  | Ali Krasniqi                           | kosovarischer Filmeditor, Autor und Aktivist                                            | 72    |       |
| 3. Dezember  | Ernst Löschner                         | österreichischer Bankmanager und Flüchtlingshelfer                                      | 81    |       |
| 3. Dezember  | Ecaterina Oancia                       | rumänische Ruderin                                                                      | 70    |       |
| 3. Dezember  | Wiktar Parfjonau                       | sowjetischer bzw. belarussischer Biologe                                                | 90    |       |
| 3. Dezember  | Tan Howe Liang                         | singapurischer Gewichtheber und -trainer                                                | 91    |       |
| 3. Dezember  | Jean-Didier Vincent                    | französischer Neurowissenschaftler                                                      | 89    |       |
| 2. Dezember  | Lucjan Brychczy                        | polnischer Fußballspieler und -trainer                                                  | 90    |       |
| 2. Dezember  | Werner Bousseljot                      | deutscher Mediziner                                                                     | 90    |       |
| 2. Dezember  | Helmut Duckadam                        | rumänischer Fußballspieler und -funktionär                                              | 65    |       |
| 2. Dezember  | Sam Fox                                | US-amerikanischer Unternehmer und Diplomat                                              | 95    |       |
| 2. Dezember  | Neale Fraser                           | australischer Tennisspieler                                                             | 91    |       |
| 2. Dezember  | Helmuth Frauendorfer                   | deutscher Schriftsteller und Journalist                                                 | 65    |       |
| 2. Dezember  | Luciano Gattinoni                      | italienischer Arzt und Wissenschaftler                                                  | 79    |       |
| 2. Dezember  | Héctor Luis Gutiérrez Pabón            | kolumbianischer Bischof                                                                 | 87    |       |
| 2. Dezember  | Frank Hengstmann                       | deutscher Kabarettist, Autor und Regisseur                                              | 68    |       |
| 2. Dezember  | Harald Hudak                           | deutscher Leichtathlet                                                                  | 67    |       |
| {2. Dezember | John Hunting                           | englischer Fußballschiedsrichter                                                        | 89    |       |
| 2. Dezember  | Marvin Laird                           | US-amerikanischer Komponist                                                             | 85    |       |
| 2. Dezember  | Liu Chia-Chang                         | taiwanischer Sänger, Songschreiber, Drehbuchautor und Regisseur                         | 81    |       |
| 2. Dezember  | Gerold Lührs                           | deutscher Kernphysiker                                                                  | 96    |       |
| 2. Dezember  | Paul Maslansky                         | US-amerikanischer Filmproduzent                                                         | 91    |       |
| 2. Dezember  | Marlos Nobre                           | brasilianischer Komponist                                                               | 85    |       |
| 2. Dezember  | Andreas Raab                           | deutscher Politiker                                                                     | 69    |       |
| 2. Dezember  | Michael Ruetz                          | deutscher Fotograf                                                                      | 84    |       |
| 2. Dezember  | Monica Rutherford                      | britische Turnerin                                                                      | 80    |       |
| 2. Dezember  | Wolf Peter Schnetz                     | deutscher Schriftsteller und Publizist                                                  | 85    |       |
| 2. Dezember  | Albert Steullet                        | Schweizer Richter, Staatsanwalt und Politiker                                           | 99    |       |
| 2. Dezember  | Israel Vázquez                         | mexikanischer Boxer                                                                     | 46    |       |
| 2. Dezember  | Nikolaus Wagner                        | österreichischer Benediktinermönch, Abt von Michaelbeuern                               | 88    |       |
| 1. Dezember  | Niels Arestrup                         | französischer Schauspieler und Regisseur                                                | 75    |       |
| 1. Dezember  | Alioune Badara Bèye                    | senegalesischer Beamter, Schriftsteller und Verleger                                    | 79    |       |
| 1. Dezember  | Richard Carew Pole                     | britischer Adliger                                                                      | 85    |       |
| 1. Dezember  | Crescenzo D’Amore                      | italienischer Radsportler                                                               | 45    |       |
| 1. Dezember  | Rüdiger Dingemann                      | deutscher Autor                                                                         | 73    |       |
| 1. Dezember  | Terry Griffiths                        | walisischer Snookerspieler                                                              | 77    |       |
| 1. Dezember  | Fred Jüssi                             | sowjetischer bzw. estnischer Biologe, Fotograf und Journalist                           | 89    |       |
| 1. Dezember  | Heidi Keil                             | deutsche Volleyballspielerin und -trainerin                                             | 73    |       |
| 1. Dezember  | Frank Kirchner                         | deutscher Saxophonist                                                                   | 63    |       |
| 1. Dezember  | Christa Meier                          | deutsche Politikerin                                                                    | 82    |       |
| 1. Dezember  | Arthur Moll                            | Schweizer Offizier                                                                      | 103   |       |
| 1. Dezember  | Helmut Münch                           | deutscher Politiker                                                                     | 85    |       |
| 1. Dezember  | Jörg Panknin                           | deutscher Schauspieler                                                                  | 80    |       |
| 1. Dezember  | Werner Penzel                          | deutscher Regisseur und Dokumentarfilmer                                                | ≈74   |       |
| 1. Dezember  | Hermann Pramendorfer                   | österreichischer Politiker                                                              | 91    |       |
| 1. Dezember  | Ian Redpath                            | australischer Cricketspieler                                                            | 83    |       |
| 1. Dezember  | Sandra Reyes                           | kolumbianische Schauspielerin                                                           | 49    |       |
| 1. Dezember  | Rosalie Wilkins                        | britische Politikerin und Peeress                                                       | 78    |       |
| 1. Dezember  | Ilke Wyludda                           | deutsche Leichtathletin                                                                 | 55    |       |

### Datum unbekannt
| Zeitangabe                          | Name                  | Beruf, bekannt als                     | Alter | Beleg |
| ----------------------------------- | --------------------- | -------------------------------------- | ----- | ----- |
| Tod bekannt gegeben am 31. Dezember | Nahit Menteşe         | türkischer Politiker                   | 92    |       |
| Tod bekannt gegeben am 30. Dezember | Rudolf Podgornik      | slowenischer Physiker                  | 69    |       |
| Tod bekannt gegeben am 28. Dezember | Selami Karaibrahimgil | türkischer Popmusiker                  | 80    |       |
| Tod bekannt gegeben am 11. Dezember | Khalil Haqqani        | afghanischer Politiker                 | ≈58   |       |
| tot aufgefunden am 6. Dezember      | Miho Nakayama         | japanische Sängerin und Schauspielerin | 54    |       |
| Tod bekannt gegeben am 2. Dezember  | Ömer Barutçu          | türkischer Politiker                   | 82    |       |
| Tod bekannt gegeben am 2. Dezember  | Henze Boekhout        | niederländischer Künstler und Fotograf | 77    |       |
| Dezember                            | Ronald Brown          | britischer Mathematiker                | 89    |       |
| Ende 2024                           | Lawrence Sklar        | US-amerikanischer Philosoph            | 86    |       |